# Dinosaurus
 "Dinosaur" omdirigeres hertil. For Disneyfilmen med samme originaltitel, se Dinosaurerne.
En dinosaurus eller dinosaur er et medlem af en gruppe af archosaurer der opstod i Mellem Trias for 245 millioner år siden. Dinosaurerne etablerede sig i Sen Trias og blev i kraft af deres størrelse en dominerende dyregruppe. En position de holdt til slutningen af kridttiden, hvor de uddøde bortset fra den linje af små rovdinosaurer, der allerede havde udviklet sig til fuglene.
Det videnskabelige navn Dinosauria blev først foreslået af den engelske palæontolog Richard Owen i 1842. Ordet kommer af græsk deinos for frygtelig og sauros for firben eller øgle.

## Overblik
Dinosaurerne varierede i størrelse fra hønsestore arter til kæmpestore sauropoder. Argentinosaurus er for tiden det største kendte landdyr nogensinde. Dog kan brachiosauren ultrasaurus på basis af lårbensknoglens dimensioner have vejet op til 130 ton, hvilket ville give den titlen.
Visse andre krybdyr kaldes ofte for dinosaurer af lægfolk, selvom de ikke er det:
- Plesiosaurerne (svaneøgler),
- Pliosaurerne (korthalsede svaneøgler),
- og Ichtyosaurerne (hvaløgler) var euryapsider der var havlevende reptiler.
- Mosasaurer (piratøgler) tilhører Lepidosauria ligesom slanger og firben.
- Dimetrodon er synapside pattedyrslignende krybdyr fra Perm.
- Pterosaurer (flyveøgler) er ornithodirer ligesom dinosaurerne og er en søstergruppe.

Ornithodirerne, krokodillerne (Crocodilia) og de uddøde thecodonter er alle archosaurer.
Indenfor archosaurerne udmærker dinosaurerne sig særligt ved formen på deres ankelknogler. De er også kendetegnet ved deres oprette gang, en egenskab, der dog er opstået flere gange uafhængigt af hinanden (og på forskellig vis) indenfor archosaurerne. I dag, er det dog kun pattedyr og fugle som er i besiddelse af evnen til at gå oprejst. Krokodiller der oftest forbindes med dinosaurer, har aldrig været i stand til at gå oprejst og mangler således udover slægtsfællesskab, dinosaurernes (muligvis) største kendetegn.
Det er vigtigt at forstå, at med opret gang, menes der ikke, at de gik på nødvendigvis to ben, som f.eks. Tyrannosaurus rex, men at deres lårben kunne gå lodret ned fra hoften, en krokodilles lårben går f.eks. vandret ud fra hoften. Det er dette design som gør dinosaurerne og andre dyr som har samme hoftedesign i stand til at vokse sig enorme. Dinosaurerne var sandsynligvis de første med dette design og de udnyttede det til at vokse sig så enorme, at intet tidligere havde kunne måle sig med dem, og selv om der har været andre dyr (f.eks. pattedyret indricotherium) som også har opnået en betragtelig størrelse, står dinosaurer stadig den dag, som de suverænt største landdyr nogensinde.

## Dinosaurernes to hovedgrupper - den gamle inddeling
Dinosaurerne opdeles tidligere i to ordener som inddelt nedenfor, men denne inddeling gælder formentlig ikke længere, idet en stor undersøgelse med dansk deltagelse har taget hensyn til 457 forskellige træk og kommet frem til nye slægtskaber, jvf “Den nye analyse ryster 130 års dogma ved at flytte den store gren af rovdinosaurer, Theropoda (lilla), som i det gamle billede lå hos de øglehoftede Saurichia (lysegrøn), over til de fuglehoftede Ornithischia (blå). Den nye gruppe (lilla+blå) kalder forskerne Ornithoscelida,” se figuren i ref.

### Saurischia
Saurischia (fra græsk øgle-hofte) er de dinosaurer, der i første omgang beholdt deres thecodont-forfædres hoftestruktur. Deriblandt theropoderne (vilddyrfødder), som overvejende var kødædere og sauropoderne (quadrupedale langhalsede planteædere).
Fuglene nedstammer fra Theropoderne og dermed også fra denne orden.
Saurischierne kunne ikke tygge føden og slugte den ubehandlet. Planteæderne havde gastrolitter (sten) i maven, som de slugte, til at knuse føden.

### Ornithischia
Ornithischia (fra græsk fugle-hofte).
Gruppen (ordenen) bestod af:
Thyreophora (skjoldbærere) (f.eks. Stegosaurus og Ankylosaurus). De var kendetegnet ved en form for plader eller panser i huden. De kunne derfor forsvare sig godt med køller, pigge osv.
Cerapoda (hornfødder), som typisk deles i Marginocephalia (kanthoveder) (f.eks. Triceratops med tre horn og en stor nakkekrave og Pachycephalosaurus med kuplet hoved) og Ornithopoda (fuglefødder) (f.eks. Iguanodon og hadrosaurer (andenæbsøgler – fx gryposaurus)). De var kendetegnet ved tyk emalje på indersiden af deres tænder i underkæben. Dermed blev den udvendige side hurtigere slidt ned. Dette gav dem skarpe kanter på tænderne, og cerapoderne kunne derfor æde sejere planter end andre planteædere. Ornithischierne var alle herbivore og havde generelt ingen fortænder. I stedet for havde de et tandløst næb til at afklippe plantedele og et batteri på op til 1.000 kindtænder til at kværne føden.
På trods af navnet nedstammer fuglene ikke fra denne orden, men fra Saurischierne (se bemærkning ovenfor med referencerne).

## Varmblodede dinosaurer
Der har været en længerevarende debat om dinosaurernes temperaturregulering, først populariseret af Robert T. Bakker. Tidligere mente man, at dinosaurerne var ektoterme eller såkaldt 'koldblodede' ligesom alle nulevende krybdyr. Med fund af dinosaurer fra kolde klimaer, f.eks. Antarktis og med den gryende mistanke om, at fuglene nedstammede fra dinosaurerne, lå den tanke nær, at dinosaurerne var endoterme, altså 'varmblodede'. Skeletternes opbygning og knoglernes struktur sandsynliggør også at der har været tale om en meget aktiv livsform for visse dinosaurer, særlig blandt theropoderne.
Den største fordel ved at være varmblodet, er at man kan være aktiv døgnet rundt. Koldblodede dyr, som f.eks. firben, er nødt til at ligge i solen for at opvarme deres blod og de er således kun aktive midt på dagen. Ulempen ved at være varmblodet er, at man skal bruge en stor mængde energi på at opretholde legemstemperaturen. Man kan således være aktiv døgnet rundt, men har omvendt brug for større mængder af føde, end koldblodede dyr.
Dinosaurernes nærmeste slægtninge pterosaurerne var sandsynligvis også endoterme, idet man har fundet en eller anden form for hårklædning på disse. At deres nærmeste slægtninge og deres overlevende efterkommere fuglene er endoterme taler stærkt for endotermi hos dinosaurerne.
Men selv om nyere fund af dinosaurer med fjer afgør sagen til fordel for endotermi for disses vedkommende, kan vi ikke være sikre på, at alle dinosaurer var endoterme. Meget taler dog for det, da der er store dinosaurer i alle familier og det er meget upraktisk at være både stor og koldblodet.

## Fjerede dinosaurer og fuglenes afstamning
Der er i de senere år (siden 1990'erne) blevet fundet en del fjerede dinosaurer, måske et klart bevis for en forbindelse mellem dinosaurer og fugle.
De fleste af disse fund er fra Kina, hvor fundsteder med de nødvendige omstændigheder til bevaring af fjer- og hudaftryk findes. Andre former synes at have en nopret hud med hårlignende strukturer.
Foreløbig er der fundet fjer/dun hos sinosauropteryx, protarchaeopteryx, caudipteryx og confuciusornis, alle fra det nordlige Kinas Yixian formation. Familien dromaeosauridae synes at have været forsynet med egentlige fjer, ikke blot dun, og anses af de fleste forskere som nært beslægtet med fuglene. Det er ikke usandsynligt at dromaeosaurer har kunnet flyve.
Samtidig finder man flere og flere af fuglenes særlige skeletale kendetegn hos små theropoder. Kendetegn, som man troede var tilpasninger til flyvning dukker op hos former, der netop ikke er fugle.
 Udviklingen af flyvning hos fuglene eller deres dinosaurforfædre er således mere kompliceret end som så.

## Dinosaurernes adfærd
Dinosaurernes adfærdsmønstre kan til dels udledes af fundmaterialet, forstenede fodaftryk, sammenlåste "kæmpende" skeletter (velociraptor og protoceratops), coprolitter og forstenede reder.
Nogle dinosaurer menes at have været i stand til at svømme.

## Uddøen
Dinosaurernes uddøen har i lang tid stået som en af palæontologiens store gåder.
I 1980'erne fandt Walter Alvarez tegn på, at der måske havde været et stort meteornedslag på K/T-grænsen næsten samtidig med dinosaurernes uddøen for 65,5 millioner år siden.
Alt tyder på at en asteroide med en diameter på 10 kilometer slog ned på Yucatanhalvøen, hvorved det 170 kilometer brede Chicxulub-krater opstod. Nedslaget har givetvis medvirket til dinosaurernes uddøen. Imidlertid var der kun ti dinosaurarter tilbage og de var på retræte op til udryddelsestidspunktet.[kilde mangler]
Nogen modeller antyder, at dinosaurerne uddøde meget hurtigt på grund af varmen fra nedslaget og fra sekundære nedslag af udslynget materiale fra krateret, som spredtes over hele jorden i et gyldent søm, bl.a fiskeler med iridium på Stevns Klint. Andre teorier sætter dinosaurernes uddøen i forbindelse med øget vulkansk aktivitet (Deccan Traps), faldende iltniveau i atmosfæren og faldende temperaturer.
De overlevende fra masseudryddelsen synes at have været små gravende dyr og vandlevende dyr der har været beskyttet af vandet. Dinosaurerne var ingen af delene. Andre grupper end dinosaurerne forsvandt også, således ammonitter, belemnitter, rudister, mosasaurer, plesiosaurer, pterosaurer, visse skildpadder og krokodiller, de fleste fugle- og mange pattedyrgrupper.
Målinger fra Nordjylland tyder på, at havdyrene uddøde 50.000 år senere end landdyrene[kilde mangler] og at havdyrene uddøde på grund af forsuring af overfladevandet som følge af vulkanudbrud i Indien.

## Dinosaurernes taksonomi
Dinosaurerne inddeles i to hovedordener, Saurischia og Ornithischia efter hofteregionens form.

### Saurischia
- Orden Saurischia
  -  ?Herrerasauridae
  - Theropoda
    - Incertae sedis: Dilophosaurus, ?Saltopus
    - Coelophysoidea (e.g. Coelophysis, "Syntarsus", Procompsognathus)
    - Ceratosauria (e.g. Ceratosaurus)
      - Abelisauridae (e.g. Abelisaurus, Indosuchus, Noasaurus, Carnotaurus, Majungatholus)

    - Tetanurae (e.g., Piatnitskysaurus)
      - Spinosauroidea (e.g. Spinosaurus, Megalosaurus, Baryonyx)
      - Carnosauria (e.g. Xuanhanosaurus, Acrocanthosaurus)
        - Sinraptoridae (e.g. Metricanthosaurus, Sinraptor)
        - Allosauridae (e.g. Allosaurus)
          -  ? Carcharodontosaurinae (e.g. Carcharodontosaurus, Giganotosaurus)

      - Coelurosauria (e.g. Coelurus, Ornitholestes, Compsognathus, Sinosauropteryx)
        - Tyrannosauroidea (e.g. Aviatyrannis, Dryptosaurus)
          - Tyrannosauridae (e.g. Tyrannosaurus, Albertosaurus, Tarbosaurus, Gorgosaurus, Daspletosaurus)

        - Ornithomimosauria (e.g. Ornithomimus, Struthiomimus, Gallimimus, Deinocheirus)
        - Alvarezsauridae (e.g. Mononykus, Shuvuuia)
        - Segnosauria (e.g. Segnosaurus)
          - Therizinosauridae (e.g. Therizinosaurus)

        - Oviraptorosauria (e.g. Caudipteryx)
          - Oviraptoridae (e.g. Oviraptor, Khaan)

        - Deinonychosauria (e.g. Variraptor, Microraptor, Sinornithosaurus)
          - Troodontidae (e.g. Troodon (=Stenonychosaurus), Saurornithoides)
          - Dromaeosauridae (e.g. Utahraptor)
            - Dromaeosauroides
            - Dromaeosaurinae (e.g. Dromaeosaurus)
            - Velociraptorinae (e.g. Deinonychus, Velociraptor Saurornitholestes)

        - Aves (fugle)

  - Sauropodomorpha
    - Prosauropoda
      - Plateosauridae (e.g. Plateosaurus, Massospondylus)

    - Sauropoda
      - Diplodocus
      - Argentinosaurus
      - Barosaurus
      - Sauroposeidon
      -  ? Anchisauridae
      -  ? Melanorosauridae